# Kostel svatého Bartoloměje (Dobrovice)
Děkanský kostel svatého Bartoloměje je renesanční sakrální stavba  (v kombinaci s pozdní gotikou), která stojí na návrší nad náměstím v Dobrovici  v okrese Mladá Boleslav. Kostel, který se nachází v místě zaniklé tvrze, v jejímž areálu pravděpodobně existovala starší stavba, je chráněný jako kulturní památka České republiky.

## Historie
Goticko-renesanční síňové trojlodí nechal postavit v letech 1569–1571 Jindřich z Valdštejna. Masivní věž v ose západního průčelí, která zřejmě nahradila původní dřevěnou zvonici, doplnil v roce 1755 František Ignác Prée. K větším opravám došlo v letech 1813–1814 a v roce 1941.
Duchovní správci kostela jsou uvedeni na stránce: Římskokatolická farnost – děkanství Dobrovice.

## Architektura

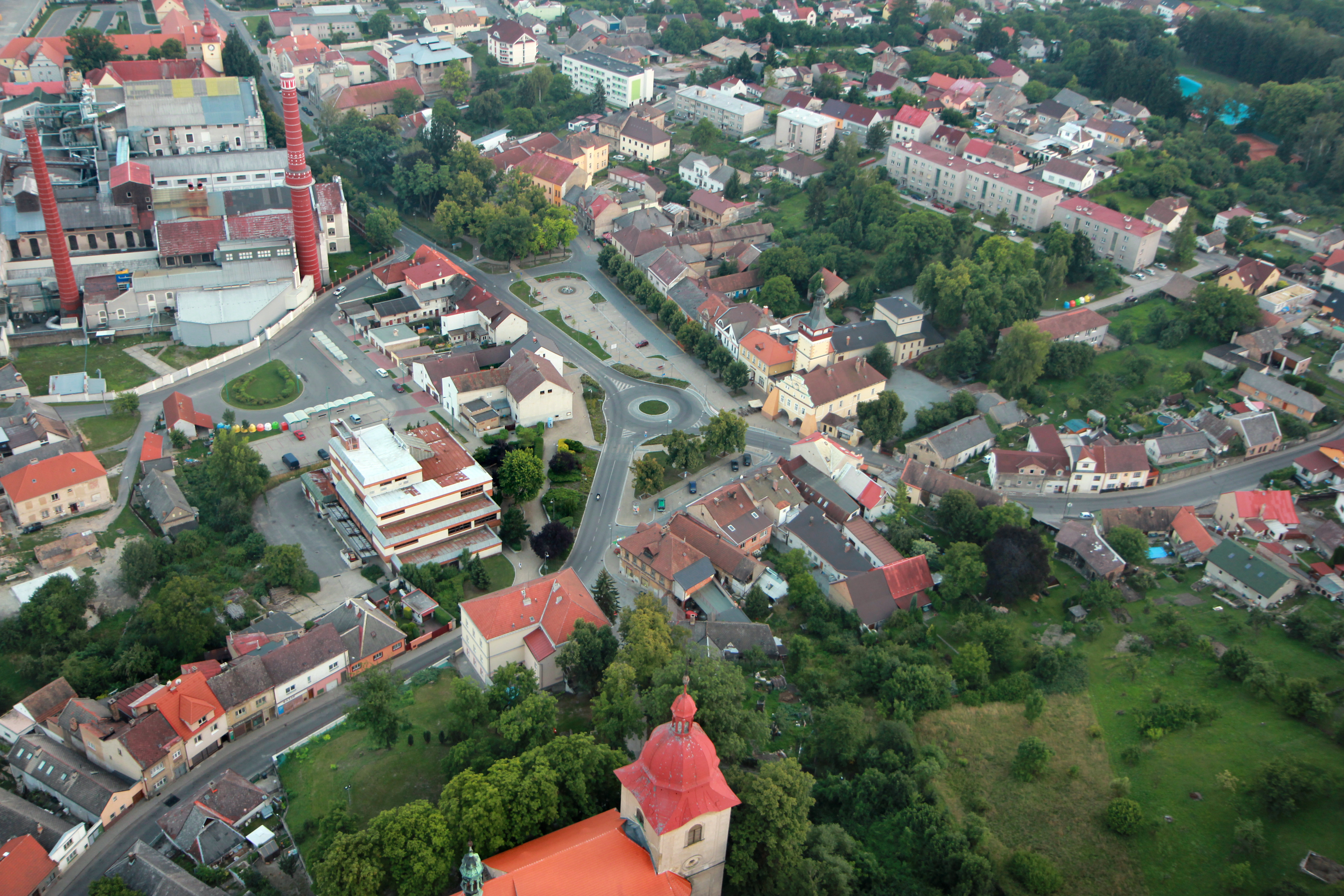
Letecký pohled na dobrovický kostel a jeho okolí

### Exteriér
Kostel je síňový, trojlodní, s hranolovou masívní, jednopatrovou, na nároží bosovanou pozdně barokní věží, kterou podle návrhu Préea postavil polír J. Kytlice. Má polygonální kněžiště má dva boční renesanční portály. Ke kněžišti na severu přiléhá obdélná kaple a sakristie. Okna s lomenými oblouky a kružbami.

### Interiér
Trojlodí je sklenuté valeně se stýkajícími se lunetami na 2x2 hranolové zkosené pilíře. Kněžiště je sklenuto jedním žebrovým křížem a paprsčitým závěrem. Sakristie je sklenuta dvěma poli křížové klenby. Na klenbách jsou malované renesanční a barokní znaky a květinový ornament se stuhami a věnci. V presbytáři jsou barokní znaky Valdštejnů z roku 1732, v lodi renesanční znaky z roku 1571 od malířů Kregera Karguse, A. Laňky a malíře K. Arnošta. Kruchta je zděná, na třech arkádách. Je podklenuta třemi kříži, s vyklenutým zábradlím a vestavěným malým korpusem varhan.

### Vybavení
Zařízení je většinou barokní. V pořadí nalevo od kruchty v severní boční lodi je novější oltář Kalvárie s původní barokní skupinou. Dílo je datované do období kolem roku 1730. Oltář sv. Barbory je barokní z období kolem roku 1740. Je na něm 14 původních sošek českých patronů. Figurální náhrobek je z roku 1599. Oltář sv. Jana Nepomuckého je sloupový, portálový z roku 1736. Honosná kazatelna s iluzívními záclonami, Salvátorem, reliéfem Krista na lodi a emblémy evangelistů je barokní z roku 1732. Jejím autorem je J. Jelínek z Kosmonos. Na severní straně se nachází malovaný rodokmen Fürstenberků z období po roku 1734. Hlavní oltář ze 2. poloviny 18. století je rámový, nesený anděly a s obrazem sv. Bartoloměje od Františka Barbieriho.
Na jižní stěně chóru je trojdílný malovaný epitaf stavebníka kostela Jindřicha z Valdštejna s genealogií Valdštejnů z roku 1571 a 1608. Pod ním se nachází barokní intarzovaná patronátní lavice z roku 1732. Rokokové pontifikální řezané křeslo je ze 2. poloviny 18. století. V jižní boční lodi je oltář sv. Antonína. Je portálový, sloupový z roku 1741. Oltář sv. Josefa, také v jižní boční lodi, je skříňový. Upraven byl v roce 1764 Václavem Parnekem. Je na něm čtrnáct sošek svatých pomocníků. Oltář Panny Marie byl přenesený roku 1775 ze zrušeného klášterního kostela v Jičíně. Je barokní, asi z období kolem roku 1740, s hodnotnou sochou Madony a andělů. Pochází též zřejmě z Jelínkovy dílny. Barokní lavice, které jsou na bocích vyřezávané do rozvilin a pásků, pocházejí asi z roku 1732. Varhany jsou rokokové, dvouvěžové, ze 2. poloviny 18. století. Křtitelnice je kamenná, klasicistní z roku 1786. V sakristii je barokní intarzovaná kredenc asi z roku 1730.
Na hřbitovní zdi se nacházejí dva náhrobníky z 1. poloviny 19. století. Pozoruhodný je náhrobník W. Mrkoše († roku 1819) s reliéfem pozůstalých, kteří lkají nad zemřelým.

## Okolí kostela

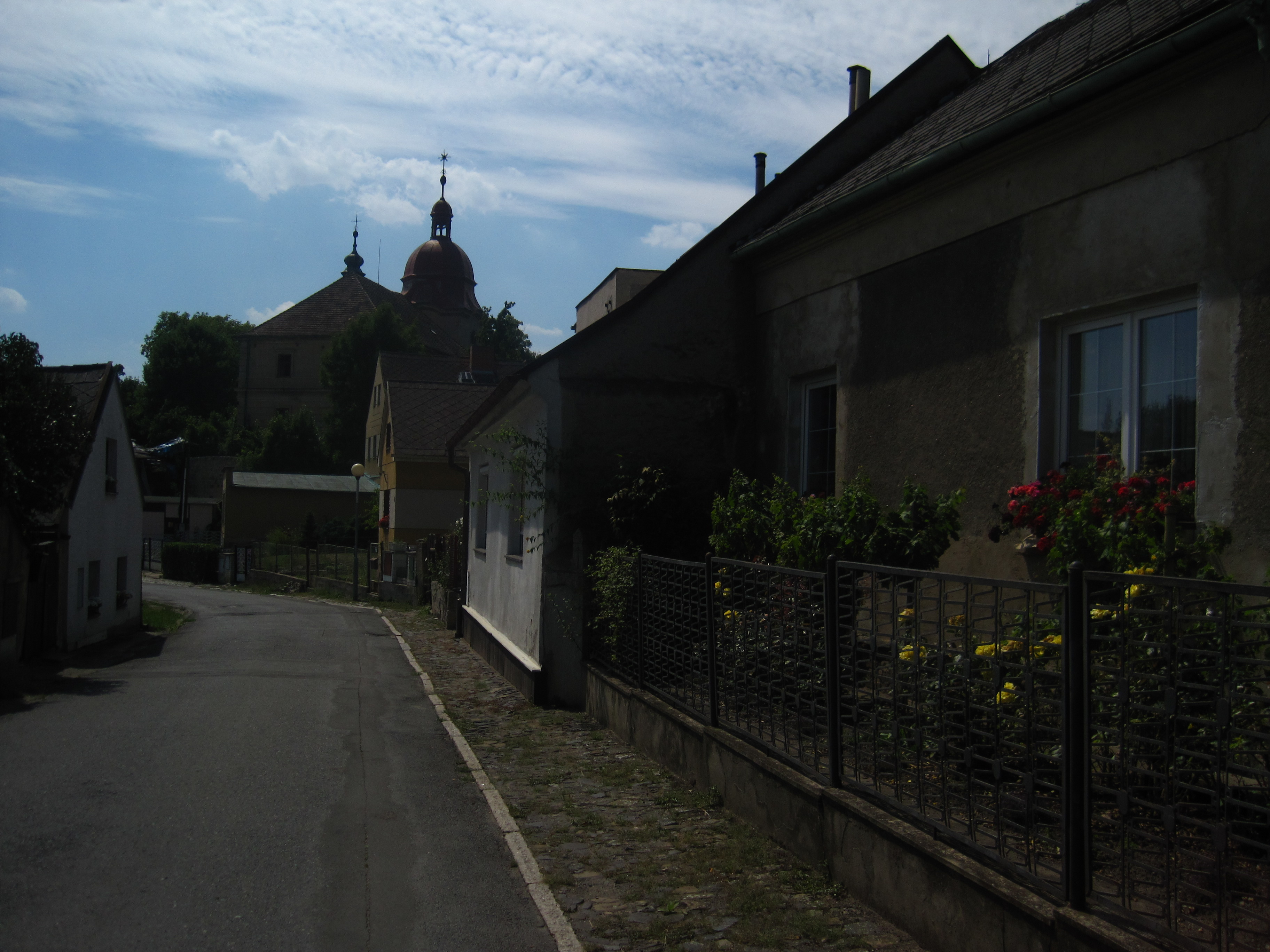
Dobrovický kostel a fara z Kateřinské ulice

Před kostelem stojí barokní fara z roku 1709. Fara je volná jednopatrová, hladká a uvnitř klenutá. Dále se před kostelem nachází socha Madony. Je rokokově zlacená a s reliéfem Zvěstování na soklu z roku 1762.